# Canale del Mozambico
Il canale del Mozambico è il tratto di oceano Indiano che separa l'Africa sud-orientale dalla grande isola del Madagascar. È situato approssimativamente tra le latitudini di 10° e 25° S.
Il canale è lungo all'incirca 1700  km, con una larghezza compresa tra i 460 km del suo punto più stretto, compreso tra Angoche (provincia di Nampula nel Mozambico) e Tambohorano (nel Madagascar) e i 950 km. Raggiunge la profondità massima di 3292 m a circa 230 km al largo della costa del Mozambico. E' percorso in direzione sud da una corrente calda che va poi a congiungersi con la corrente di Agulhas al largo della costa orientale del sud Africa.

## Isole del canale
Nel canale si trovano le isole Comore, l'isola francese di Mayotte e inoltre (Bassas da India, Europa, Isole Gloriose e Juan de Nova), quattro delle Isole sparse nell'Oceano Indiano, anch'esse francesi.

## Presenza francese nel Canale del Mozambico
La Francia è presente attraverso Mayotte e le Isole Sparse e mantiene una presenza militare attraverso la Riunione, con pattugliamenti navali abbastanza regolari. Questi isolotti costituiscono zone economiche esclusive (ZEE), ricche di risorse ittiche e potenzialmente di idrocarburi. Per la Francia, la vera sfida è preservare la propria sovranità su Mayotte, nei confronti delle Comore e soprattutto sulle Isole Sparse, di fronte alle minacce malgasce. I malgasci contestano legalmente la presenza francese, ritenendo che questi isolotti fossero dipendenze del Madagascar e che, una volta ottenuta l'indipendenza, avrebbero dovuto tornare al Madagascar, non alla Francia.